# Distrito electoral federal 6 de Nuevo León
El VI Distrito Electoral Federal de Nuevo León es uno de los 300 Distritos Electorales en los que se encuentra dividido el territorio de México para la elección de Diputados Federales y uno de los 12 que corresponden al estado de Nuevo León. Su cabecera es la ciudad de Monterrey y su actual representante es la panista Annia Gómez Cárdenas.
El distrito se encuentra en la parte norponiente de la zona metropolitana de Monterrey y lo forman la región norponiente del municipio de Monterrey. La población que en él habita asciende a los 413 863 habitantes, mientras que el número total de electores es de 333 613.

## Distritaciones

### Distritación 1978 - 1996
Con la distritación de 1978, este distrito fue conformado por los municipios de Anáhuac, Apodaca, Bustamante, El Carmen, Cerralvo, China, Ciénega de Flores, Doctor Coss, Doctor González, General Bravo, General Escobedo, General Treviño, General Zuazua, Hidalgo, Higueras, Juárez, Lampazos de Naranjo, Los Aldamas, Los Herreras, Los Ramones, Marín, Melchor Ocampo, Mina, Parás, Pesquería, Sabinas Hidalgo, Salinas Victoria, Vallecillo, Villaldama. Su cabecera era la ciudad de Sabinas Hidalgo.

### Distritación 1996 - 2005
Entre 1996 y 2005 el distrito pasó a ser formado por el poniente del municipio de Monterrey, siendo esta ciudad su cabecera desde entonces. Los municipios de Anáhuac, Bustamante, Lampazos de Naranjo y Mina pasaron a ser parte del distrito federal 1. El resto de los municipios pasaron a conformar el distrito federal 2.

### Distritación 2005 - 2017
En 2005 el distrito incorporó la zona norponiente de Monterrey a su jurisdicción, esta pequeña zona previamente pertenecía al distrito federal 3.

### Distritación 2017 - actualidad
Con la redistritación de 2017, el distrito fue modificado muy ligeramente en su composición, manteniendo en su geografía el norponiente y poniente de Monterrey.

## Diputados por el distrito
| Diputado | Diputado                              | Legislatura                                   | Período                                             | Partido                              |
| -------- | ------------------------------------- | --------------------------------------------- | --------------------------------------------------- | ------------------------------------ |
|          | Miguel Blanco Múzquiz                 | I                                             | 8 de octubre de 1857 - 19 de diciembre de 1857      |                                      |
|          | Juan Antonio de la Fuente             | II                                            | 9 de abril de 1861 - 25 de abril de 1863            |                                      |
|          |                                       | III                                           | 20 de octubre de 1863 - 1865                        |                                      |
|          |                                       | IV                                            | 8 de diciembre de 1867 - 29 de mayo de 1869         |                                      |
|          |                                       | V                                             | 23 de septiembre de 1869 - 31 de abril de 1871      |                                      |
|          |                                       | VI                                            | 13 de septiembre de 1871 - 15 de septiembre de 1873 |                                      |
|          |                                       | VII                                           | 16 de septiembre de 1873 - 10 de septiembre de 1875 |                                      |
|          |                                       | VIII                                          | 10 de septiembre de 1875 - 15 de septiembre de 1878 |                                      |
|          |                                       | IX                                            | 16 de septiembre de 1878 - 26 de mayo de 1880       |                                      |
|          |                                       | X                                             | 16 de septiembre de 1881 - 15 de septiembre de 1882 |                                      |
|          |                                       | XI                                            | 16 de septiembre de 1882 - 31 de mayo de 1884       |                                      |
|          |                                       | XII                                           | 15 de septiembre de 1884 - 31 de mayo de 1886       |                                      |
|          |                                       | XIII                                          | 15 de septiembre de 1886 - 31 de mayo de 1888       |                                      |
|          |                                       | XIV                                           | 15 de septiembre de 1888 - 31 de mayo de 1890       |                                      |
|          |                                       | XV                                            | 16 de septiembre de 1890 - 31 de mayo de 1892       |                                      |
|          |                                       | XVI                                           | 16 de septiembre de 1892 - 31 de mayo de 1894       |                                      |
|          |                                       | XVII                                          | 16 de septiembre de 1894 - 31 de mayo de 1896       |                                      |
|          |                                       | XVIII                                         | 16 de septiembre de 1896 - 31 de mayo de 1898       |                                      |
|          |                                       | XIX                                           | 16 de septiembre de 1898 - 31 de mayo de 1900       |                                      |
|          |                                       | XX                                            | 16 de septiembre de 1900 - 31 de mayo de 1902       |                                      |
|          | Diego de A. Berea                     | XXI                                           | 16 de septiembre de 1902 - 31 de mayo de 1904       |                                      |
| XXII     | Diego de A. Berea                     | 16 de septiembre de 1904 - 31 de mayo de 1906 |                                                     |                                      |
|          |                                       | XXIII                                         | 16 de septiembre de 1906 - 16 de junio de 1908      |                                      |
|          | José María García Ramos               | XXIV                                          | 16 de septiembre de 1908 - 31 de mayo de 1910       |                                      |
| XXV      | José María García Ramos               | 16 de septiembre de 1910 - 31 de mayo de 1912 |                                                     |                                      |
|          | Jesús Treviño                         | XXVI                                          | - 1 de octubre de 1913                              |                                      |
|          | Agustín Garza González                | CC                                            | 1 de diciembre de 1916 - 31 de enero de 1917        |                                      |
|          | Cecilio Garza González                | XXVII                                         | 1 de septiembre de 1917 - 24 de diciembre de 1917   |                                      |
|          | Marciano González Villarreal          | XXVIII                                        | 1 de septiembre de 1918 - 31 de diciembre de 1919   |                                      |
|          | Marco Aurelio González                | XXIX                                          | 1 de septiembre de 1920 - 31 de diciembre de 1921   |                                      |
|          |                                       | XXX                                           | 1 de septiembre de 1922 - 15 de agosto de 1924      |                                      |
|          | José Martínez Campos                  | XXXI                                          | 1 de septiembre de 1924 - 31 de agosto de 1926      |                                      |
|          | Gustavo Adolfo Salinas Camiña         | XXXII                                         | 1 de septiembre de 1926 - 31 de agosto de 1928      |                                      |
|          | Edmundo Martínez                      | XXXIII                                        | 1 de septiembre de 1928 - 31 de agosto de 1930      |                                      |
|          |                                       | XXXIV                                         | 1 de septiembre de 1930 - 31 de agosto de 1932      |                                      |
|          |                                       | XXXV                                          | 1 de septiembre de 1932 - 31 de agosto de 1934      |                                      |
|          |                                       | XXXVI                                         | 1 de septiembre de 1934 - 31 de agosto de 1937      |                                      |
|          |                                       | XXXVII                                        | 1 de septiembre de 1937 - 30 de agosto de 1940      |                                      |
|          |                                       | XXXVIII                                       | 1 de septiembre de 1940 - 30 de agosto de 1943      |                                      |
|          |                                       | XXXIX                                         | 1 de septiembre de 1943 - 31 de agosto de 1946      |                                      |
|          |                                       | XL                                            | 1 de septiembre de 1946 - 31 de agosto de 1949      |                                      |
|          |                                       | XLI                                           | 1 de septiembre de 1949 - 30 de agosto de 1952      |                                      |
|          |                                       | XLII                                          | 1 de septiembre de 1952 - 31 de agosto de 1955      |                                      |
|          |                                       | XLIII                                         | 1 de septiembre de 1955 - 31 de agosto de 1958      |                                      |
|          |                                       | XLIV                                          | 1 de septiembre de 1958 - 31 de agosto de 1961      |                                      |
|          |                                       | XLV                                           | 1 de septiembre de 1961 - 31 de agosto de 1964      |                                      |
|          |                                       | XLVI                                          | 1 de septiembre de 1964 - 31 de agosto de 1967      |                                      |
|          |                                       | XLVII                                         | 1 de septiembre de 1967 - 31 de agosto de 1970      |                                      |
|          |                                       | XLVIII                                        | 1 de septiembre de 1970 - 31 de agosto de 1973      |                                      |
|          | Francisco Javier Gutiérrez Villarreal | XLIX                                          | 1 de septiembre de 1973 - 31 de agosto de 1976      | Partido Revolucionario Institucional |
|          | Jesús Puente Leyva                    | L                                             | 1 de septiembre de 1976 - 31 de agosto de 1979      | Partido Revolucionario Institucional |
|          | Luis Marcelino Farías Martínez        | LI                                            | 1 de septiembre de 1979 - 31 de agosto de 1982      | Partido Revolucionario Institucional |
|          | Jorge Alonso Treviño Martínez         | LII                                           | 1 de septiembre de 1982 - 31 de agosto de 1985      | Partido Revolucionario Institucional |
|          | Graciano Bortoni Urteaga              | LIII                                          | 1 de septiembre de 1985 - 31 de agosto de 1988      | Partido Revolucionario Institucional |
|          | Napoleón Cantú Cerna                  | LIV                                           | 1 de septiembre de 1988 - 31 de agosto de 1991      | Partido Revolucionario Institucional |
|          | Agustín Basave Benítez                | LV                                            | 1 de septiembre de 1991 - 31 de agosto de 1994      | Partido Revolucionario Institucional |
|          | César González Quiroga                | LVI                                           | 1 de septiembre de 1994 - 31 de agosto de 1997      | Partido Revolucionario Institucional |
|          | Julio Castrillón Valdés               | LVII                                          | 1 de septiembre de 1997 - 31 de agosto de 2000      | Partido Acción Nacional              |
|          | Francisco Javier Cantú Torres         | LVIII                                         | 1 de septiembre de 2000 - 31 de agosto de 2003      | Partido Acción Nacional              |
|          | Mayela María de Lourdes Quiroga Tamez | LIX                                           | 1 de septiembre de 2003 - 31 de agosto de 2006      | Partido Revolucionario Institucional |
|          | Juan Enrique Barrios Rodríguez        | LX                                            | 1 de septiembre de 2006 - 31 de agosto de 2009      | Partido Acción Nacional              |
|          | Gregorio Hurtado Leija                | LXI                                           | 1 de septiembre de 2009 - 31 de agosto de 2012      | Partido Acción Nacional              |
|          | Alberto Coronado Quintanilla          | LXII                                          | 1 de septiembre de 2012 - 30 de noviembre de 2015   | Partido Acción Nacional              |
|          | José Adrián González Navarro          | LXIII                                         | 1 de septiembre de 2015 - 30 de noviembre de 2018   | Partido Acción Nacional              |
|          | Annia Gómez Cárdenas                  | LXIV                                          | 1 de septiembre de 2018 - 30 de noviembre de 2021   | Partido Acción Nacional              |

## Resultados electorales recientes

### Diputado Federal
|  | 31.91 % |

|  | 22.90 % |

|  | 20.31 % |

|  | 14.17 % |

|  | 4.80 % |

|  | 1.91 % |

|  | 0.84 % |

|  | 3.15 % |

|  | 100.0 % |

### Presidente de la República
|  | 44.04 % |

|  | 28.04 % |

|  | 13.08 % |

|  | 12.80 % |

|  | 2.03 % |

|  | 100.0 % |

### Senadores de la República
|  | 30.59 % |

|  | 26.66 % |

|  | 17.80 % |

|  | 12.71 % |

|  | 3.52 % |

|  | 3.40 % |

|  | 1.78 % |

|  | 0.57 % |

|  | 2.98 % |

|  | 100.0 % |